# Stephan Conter
Stephan Conter (Elsene, 27 maart 1965) is een Brusselse ondernemer en paardenfokker.

## Biografie
Conter groeide op in een gezin van paardenliefhebbers en studeerde aan de Brusselse Handelsschool. Hij startte zijn carrière als paardenhandelaar, en op 23-jarige leeftijd exporteerde hij ruim elfhonderd paarden naar Italië. Conter bouwde zijn werkzaamheden uit en richtte de Stephex Group op, actief in paardenkweek, -training en -handel, de verkoop en leasing van paardentrucks en paardenevenementen. Het bedrijf is gevestigd op een 35 hectare groot domein in Meuzegem, een deelgemeente van Meise. Tevens onderdeel van het bedrijf is een stoeterij in Deauville. In 2019 zette de groep 125 miljoen euro om, met een winst van 20 miljoen euro.
Op zijn domein organiseert hij de Brussels Stephex Masters, een internationaal springconcours. Onder andere Bill Gates en Jessica Springsteen behoren tot zijn cliënteel.